# Heersende klasse
Een heersende klasse is de sociale klasse die de politieke en vaak ook economische elite vormt van een maatschappij. In vrijwel elke samenleving bestaat een heersende klasse tegenover een of meer gedomineerde klassen.
De elitetheorie van Pareto (1848-1923) en Mosca (1858-1941) stelt dat in een staat de sleutelposities worden ingenomen door een machtselite en dat dit ook het geval is binnen een parlementaire democratie waar de macht ligt bij de leiding van de grote partijen. Volgens de ijzeren wet van de oligarchie van Michels (1876-1936) worden alle organisatievormen, onafhankelijk van het democratische of autocratische gehalte in het begin, onvermijdelijk oligarchisch. De elitetheorie ontkent daarmee de machtsgelijkheid die volgens Marx (1818-1883) zou ontstaan na de door hem verwachte klassenstrijd en de daaropvolgende dictatuur van het proletariaat.